# (3018) Godiva
(3018) Godiva ist ein Asteroid des Hauptgürtels, der am 21. Mai 1982 vom amerikanischen Astronomen Edward L. G. Bowell an der Anderson Mesa Station (IAU Code 688) des Lowell-Observatoriums in Coconino County entdeckt wurde.
Benannt wurde der Asteroid nach Lady Godiva, einer angelsächsischen Adligen des 11. Jahrhunderts. Sie ritt der Legende nach nur mit ihren langen Haaren bekleidet durch Coventry, um ihren Gatten Leofric, den Earl von Mercia, zur Senkung der Steuern zu bewegen.